# ويليام جونز (راكب الكنو)
ويليام جونز (بالإنجليزية: William Jones)‏ هو راكب الكنو أسترالي، ولد في 13 فبراير 1931.

## وصلات خارجية
- ويليام جونز على موقع أوليمبيديا (الإنجليزية)